# 苏西拉克
苏西拉克（法語：Soucirac，法語發音：[susiʁak]）是法国洛特省的一个市镇，属于古尔东区。

## 地理
苏西拉克（44°42'9"N, 1°30'14"E）面积11.31 平方千米，位于法国奧克西塔尼大區洛特省，该省份为法国西南部内陆省份，北起顺时针与科雷兹省、康塔爾省、阿韦龙省、塔恩-加龙省、洛特-加龍省和多尔多涅省接壤。
与苏西拉克接壤的市镇（或旧市镇、城区）包括：日努亚克、蒙福孔、圣沙马朗、圣西尔克-苏亚盖、圣普罗热、塞涅尔格、勒维冈、克尔德科斯。

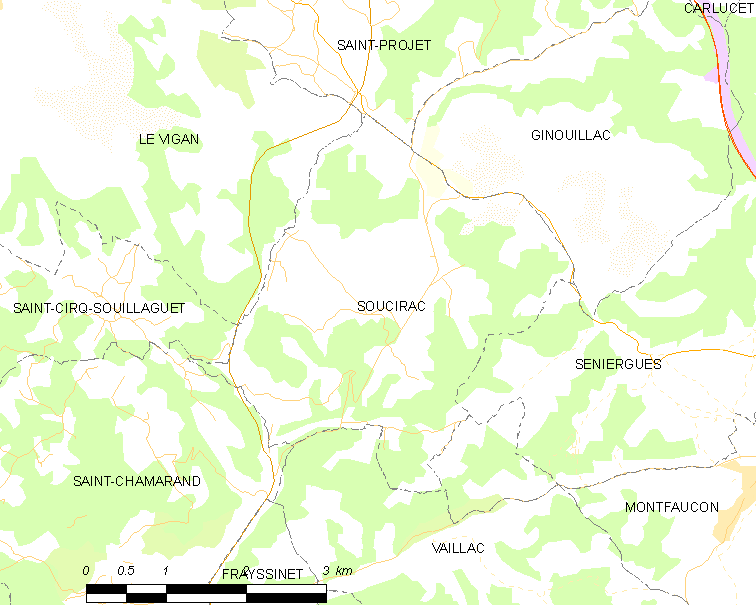
苏西拉克的OSM定位图

苏西拉克的时区为UTC+01:00、UTC+02:00（夏令时）。

## 行政
苏西拉克的邮政编码为46300，INSEE市镇编码为46308。

## 政治
苏西拉克所属的省级选区为科斯和布里亚讷县。

## 人口

1962-2008年间苏西拉克人口变化图示

苏西拉克于2022年1月1日时的人口数量为103人。